# Öllingen
Öllingen  – miejscowość i gmina w Niemczech, w kraju związkowym Badenia-Wirtembergia, w rejencji Tybinga, w regionie Donau-Iller, w powiecie Alb-Donau, wchodzi w skład związku gmin Langenau. Leży w Jurze Szwabskiej, ok. 18 km na północ od Ulm.
Pierwsze wzmianki o Öllingen pochodzą z 1143.